# Culladiella generosus
Culladiella generosus là một loài bướm đêm trong họ Crambidae.